# A Lake (New Brunswick)
Der A Lake ist ein See bei Wirral in der kanadischen Provinz New Brunswick.

## Lage
Der 42 ha große See befindet sich rund 40 Kilometer westlich von Saint John. Er ist 1,4 Kilometer lang, 630 Meter breit und liegt 162 Meter über dem Meeresspiegel.